# Эурайоки
Эурайоки (фин. Eurajoki) — община в провинции Сатакунта, губерния Западная Финляндия, Финляндия. Общая площадь территории — 643,78 км², из которых 298,39 км² — вода.

## Демография
На 31 января 2011 года в общине Эурайоки проживало 5918 человек: 2965 мужчин и 2953 женщины.
Финский язык является родным для 98,36% жителей, шведский — для 0,15%. Прочие языки являются родными для 1,49% жителей общины.
Возрастной состав населения:
- до 14 лет — 17,73%
- от 15 до 64 лет — 63,6%
- от 65 лет — 18,76%

Изменение численности населения по годам: 
| Год  | Численность |
| ---- | ----------- |
| 1980 | 5724        |
| 1990 | 6145        |
| 2000 | 5910        |
| 2010 | 5923        |
| 2011 | 5918        |